# سيلفيا سولار
سيلفيا سولار (بالفرنسية: Genviève Couzain)‏ هي ممثلة فرنسية وإسبانية، ولدت في 20 مارس 1940 في باريس في فرنسا، وتوفيت في 18 مايو 2011 في يوريت دي مار في إسبانيا.

## وصلات خارجية
- سيلفيا سولار على موقع IMDb (الإنجليزية)
- سيلفيا سولار على موقع ألو سيني (الفرنسية)
- سيلفيا سولار على موقع أول موفي (الإنجليزية)
- سيلفيا سولار على موقع قاعدة بيانات الأفلام السويدية (السويدية)
- سيلفيا سولار على موقع قاعدة بيانات الفيلم (الإنجليزية)
- سيلفيا سولار على موقع كينوبويسك (الروسية)